# A2 Ethniki
La A2 Ethniki è il secondo livello del campionato greco di pallacanestro.

## Formula
Nata nel 1961 come B Nazionale, cambiò poi nome in A1 Nazionale per assumere infine nel 1992 la denominazione attuale.
Il torneo è organizzato come girone all'italiana con incontri di andata e ritorno. La prima squadra classificata al termine della regular season viene promossa in A1 Ethniki insieme alla vincente dei play-off disputati tra le altre quattro squadre meglio classificate.
Viceversa, le due squadre classificate agli ultimi posti retrocedono, insieme alle perdenti dei play-out disputati tra le squadre classificate tra l'11º e 14º posto.

## Albo d'oro

### Campionato panellenico di categoria B
- 1962  Pagrati Atene
- 1963 non disputato
- 1964  PAOK Salonicco
- 1965  XAN Nikaias
- 1966  Amyntas
- 1967  PAOK Salonicco
- 1968  Near East
- 1969  ΧΑΝΘ Salonicco
- 1970  Aetos
- 1971  Maroussi
- 1972  Nikī Volo
- 1973 non disputato

### B
| Stagione  | Gruppo Sud        | Gruppo Nord          |
| --------- | ----------------- | -------------------- |
| 1973-1974 | Paniōnios         | Dīmokritos Salonicco |
| 1974-1975 | Iōnikos Nikaias   | Īraklīs Salonicco    |
| 1975-1976 | Apollon Patrasso  | Dīmokritos Salonicco |
| 1976-1977 | Maroussi          | ΧΑΝΘ Salonicco       |
| 1977-1978 | Esperos Kallithea | Īraklīs Salonicco    |
| 1978-1979 | Apollon Patrasso  | VAO Salonicco        |
| 1979-1980 | Esperos Kallithea | G.S. Larissa         |
| 1980-1981 | Paniōnios         | VAO Salonicco        |
| 1981-1982 | Esperos Kallithea | Pierikos             |
| 1982-1983 | Peristeri         | VAO Salonicco        |
| 1983-1984 | Sporting Atene    | Nikī Volo            |
| 1984-1985 | Near East         | Thyella Serrōn       |
| 1985-1986 | Īlysiakos         | Īlysiakos            |

### A2
- 1986-1987  Panellīnios
- 1987-1988  Sporting Atene
- 1988-1989  Peristeri
- 1989-1990  Papagou
- 1990-1991  Sporting Atene
- 1991-1992  Apollon Patrasso
- 1992-1993  Papagou
- 1993-1994  Ampelokīpi Atene
- 1994-1995  Papagou
- 1995-1996  Peir. Syndesmos
- 1996-1997  Iraklio Creta
- 1997-1998  Near East
- 1998-1999  Dafni
- 1999-2000  Makedonikos
- 2000-2001  Drama
- 2001-2002  Makedonikos
- 2002-2003  Apollon Patrasso
- 2003-2004  Panellīnios
- 2004-2005  Kolossos Rodi
- 2005-2006  Olympias Patrasso
- 2006-2007  Sporting Atene
- 2007-2008  Trikala
- 2008-2009  Peristeri
- 2009-2010  Ikaros Kallithea
- 2010-2011  Drama
- 2011-2012  Panelefsiniakos
- 2012-2013  Neas Kīfisias
- 2013-2014  AEK Atene
- 2014-2015  Kavala
- 2015-2016  Kymi
- 2016-2017  Paniōnios
- 2017-2018  Peristeri
- 2018-2019  Iōnikos Nikaias
- 2019-2020  Charilaos Trikoupis
- 2020-2021  Apollon Patrasso
- 2021-2022  Karditsas
- 2022-2023  Maroussi
- 2023-2024  Milōn
- 2024-2025  Mykonos